# Вісла (Краків)
«Ві́сла Кра́ків» (пол. Wisła Kraków) — професіональний польський футбольний клуб з міста Краків.

## Історія
Колишні назви:
- 1906: ТС Вісла (пол. TS [Towarzystwo Sportowe] Wisła)
- 6.02.1949: ЗС Гвардія Краків (пол. ZS [Zrzeszenie Sportowe] Gwardia Kraków)
- wrzesień 1955: ЗС Гвардія-Вісла Краків (пол. ZS [Zrzeszenie Sportowe] Gwardia-Wisła Kraków)
- 10.10.1957: ТС Вісла (пол. TS Wisła)
- 196?: ГТС Вісла (пол. GTS Wisła)
- 1990: ТС Вісла (пол. TS Wisła)
- 1997: ТС Вісла — Пілка Ножна ССА (пол. TS Wisła Kraków – Piłka Nożna SSA [Sportowa Spółka Akcyjna])
- 1999: Вісла Краків ССА (пол. Wisła Kraków SSA)
- 2007: Вісла Краків СА (пол. Wisła Kraków SA)

У 1906 році учні цісарсько-королівської II реальної школи у Кракові під керівництвом Юзефа Школьніковського (капітан команди) організували клуб, який отримав назву «Товариство Спортове „Вісла“». Так заклали фундамент багатосекційної спортивної організації, символом якої є біла зірка і з таким знаком уже понад 100 років клуб змагається на польських та міжнародних аренах. У періодах 1906—1945 та 1990—1997 клуб мав назву «Спортивне товариство „Вісла“». Після Другої світової війни клуб отримав свою сучасну назву. Логотипом команди є біла зірка на червоному тлі. Одна з найуспішніших команд Польщі: 11 чемпіонств і 5 перемог у Кубку. «Вісла» тричі ставала володарем Кубка Інтертото (1970, 1971, 1973 рр.)
Оскільки Краків є містом, яке прийматиме Євро-2012, то команда реконструює стадіон, місткість якого збільшиться більше, ніж удвічі, хоча матчі турніру на ньому не проводитимуть.
За результатами сезону 2021—2022 клуб вибув з елітного польського дивізіону.

## Основний склад

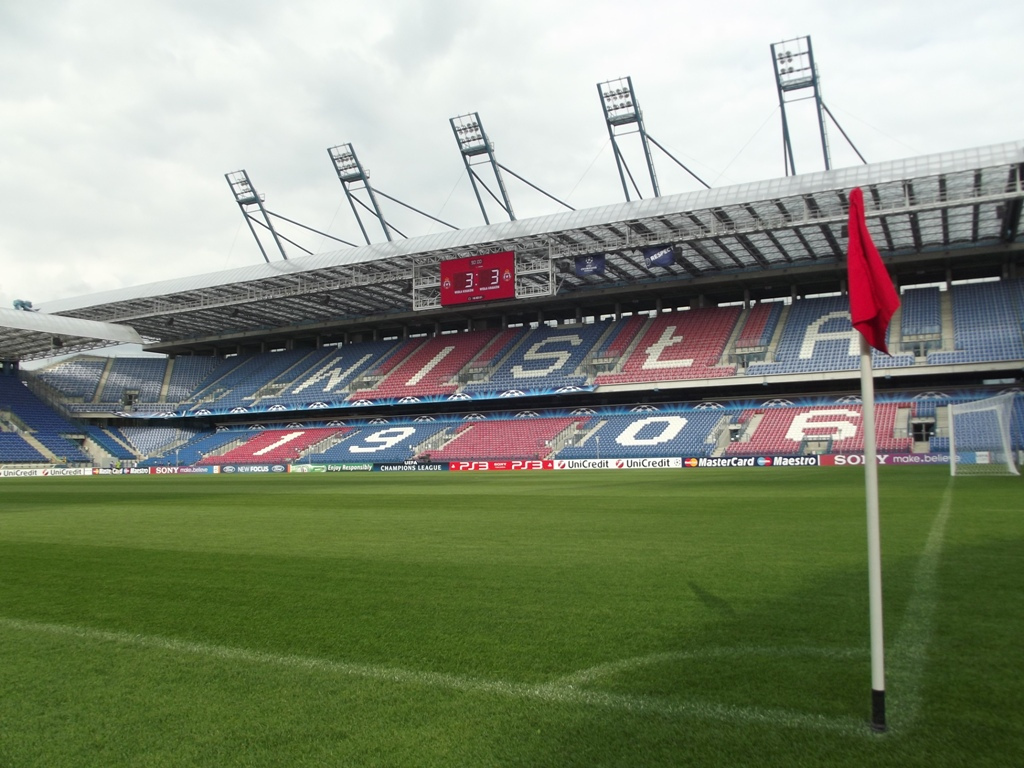

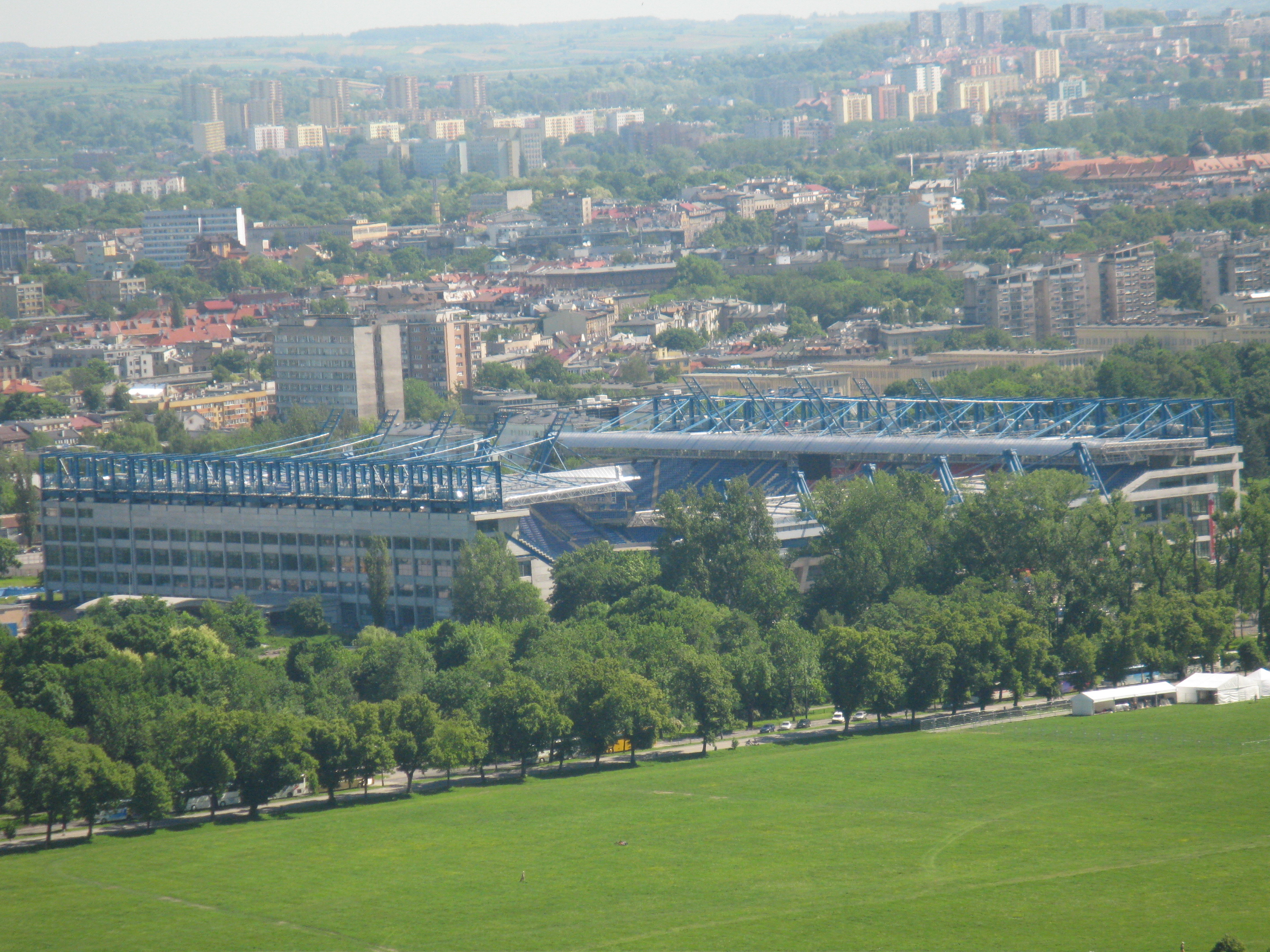
вигляд стадіону з кургану Костюшка

Станом на 1 січня 2025
| №  | Поз. | Нац.      | Гравець                      |
| -- | ---- | --------- | ---------------------------- |
| 1  | ВР   | Польща    | Каміль Брода                 |
| 2  | ЗХ   | Польща    | Рафал Яницький               |
| 5  | ЗХ   | Швеція    | Джозеф Коллі                 |
| 6  | ПЗ   | Польща    | Алан Уриґа (капітан)         |
| 7  | ПЗ   | Польща    | Міхал Мак                    |
| 8  | ЗХ   | Польща    | Лукаш Бурлиґа                |
| 9  | НП   | Іспанія   | Анхель Родадо                |
| 10 | ПЗ   | Казахстан | Георгій Жуков                |
| 11 | ПЗ   | Польща    | Матеуш Млиньський            |
| 14 | ЗХ   | Польща    | Даніель Гойо-Ковальський     |
| 15 | НП   | Бразилія  | Жуан Карлос                  |
| 16 | ПЗ   | Польща    | Якуб Блащиковський (капітан) |
| 17 | ЗХ   | Польща    | Серафін Шота                 |
| 18 | ПЗ   | Польща    | Бартош Талар                 |
| 19 | ПЗ   | Польща    | Олівер Сукєнніцький          |

| №  | Поз. | Нац.       | Гравець             |
| -- | ---- | ---------- | ------------------- |
| 20 | ЗХ   | Польща     | Конрад Грушковський |
| 21 | ПЗ   | Польща     | Патрик Гоголь       |
| 22 | НП   | Польща     | Пйотр Стажинський   |
| 25 | ЗХ   | Чехія      | Міхал Фрідріх       |
| 33 | ЗХ   | Польща     | Давід Абрамовіч     |
| 34 | ЗХ   | Люксембург | Тім Галль           |
| 40 | ПЗ   | Гана       | Йо Йєбоа            |
| 41 | ПЗ   | Польща     | Кацпер Дуда         |
| 43 | ЗХ   | Польща     | Давід Шот           |
| 44 | НП   | Польща     | Александер Букса    |
| 59 | НП   | Польща     | Пшемислав Здибович  |
| 77 | ПЗ   | Австрія    | Штефан Савіч        |
| 80 | ПЗ   | Польща     | Патрик Плевка       |
| 99 | НП   | Коста-Рика | Фелісіо Браун       |
|    | НП   | Польща     | Тафара Мадембо      |

## Титули та досягнення
- Чемпіонат Польщі:
  - чемпіон (13): 1927, 1928, 1949, 1950, 1978, 1999, 2001, 2003, 2004, 2005, 2008, 2009, 2011
  - срібний призер (13): 1923, 1930, 1931, 1936, 1947, 1948, 1951, 1966, 1981, 2000, 2002, 2006, 2010
  - бронзовий призер (9): 1925, 1929, 1933, 1934, 1938, 1953, 1976, 1991, 1998
- Екстракласа:
  - чемпіон (1): 1951[2]
- Кубок Польщі:
  - володар (5): 1926, 1967, 2002, 2003, 2024
  - фіналіст (6): 1951, 1954, 1979, 1984, 2000, 2008
- Кубок Ліги Польщі:
  - володар (1): 2001
  - фіналіст (1): 2002
- Суперкубок Польщі:
  - володар (1): 2001
  - фіналіст (5): 1999, 2004, 2008, 2009, 2024

Участь у євротурнірах:
- Кубок Чемпіонів УЄФА:
  - 1/4 фіналу: 1978/79
- Кубок Кубків УЄФА:
  - 1/8 фіналу (2): 1967/68, 1984/85
- Кубок УЄФА:
  - 1/8 фіналу: 2002/03
  - 2 раунд: 2006/2007
- Кубок Інтертото:
  - володар (3): 1970, 1971, 1973

## Виступи в єврокубках
- К = Кваліфікаційний
- PO = Плей-оф

| Сезон   | Змагання                     | Раунд   |                      | Клуб              | Результат |
| ------- | ---------------------------- | ------- | -------------------- | ----------------- | --------- |
| 1967–68 | Кубок володарів кубків       | 1       | Фінляндія            | ГІК               | 4–1, 4–0  |
| 1967–68 | Кубок володарів кубків       | 2       | Німеччина            | Гамбург           | 0–1, 0–4  |
| 1976–77 | Кубок УЄФА                   | 1       | Шотландія            | Селтік            | 2–2, 2–0  |
| 1976–77 | Кубок УЄФА                   | 2       | Бельгія              | Моленбек          | 1–1, 1–1  |
| 1978–79 | Кубок Європейських чемпіонів | 1       | Бельгія              | Брюгге            | 1–2, 3–1  |
| 1978–79 | Кубок Європейських чемпіонів | 2       | Чехословаччина       | Збройовка         | 2–2, 1–1  |
| 1978–79 | Кубок Європейських чемпіонів | 1/4 Ф   | Швеція               | Мальме            | 2–1, 1–4  |
| 1981–82 | Кубок УЄФА                   | 1       | Швеція               | Мальме            | 0–2, 1–3  |
| 1984–85 | Кубок володарів кубків       | 1       | Ісландія             | Вестманнаейя      | 4–2, 3–1  |
| 1984–85 | Кубок володарів кубків       | 2       | Нідерланди           | Фортуна Сіттард   | 0–2, 2–1  |
| 1998–99 | Кубок УЄФА                   | К1      | Уельс                | Ньютаун           | 0–0, 7–0  |
| 1998–99 | Кубок УЄФА                   | К2      | Туреччина            | Трабзонспор       | 5–1, 2–1  |
| 1998–99 | Кубок УЄФА                   | 1       | Словенія             | Марибор           | 2–0, 3–0  |
| 1998–99 | Кубок УЄФА                   | 2       | Італія               | Парма             | 1–1, 1–2  |
| 2000–01 | Кубок УЄФА                   | К       | Боснія і Герцеговина | Желєзнічар        | 0–0, 3–1  |
| 2000–01 | Кубок УЄФА                   | 1       | Іспанія              | Реал Сарагоса     | 1–4, 4–1  |
| 2000–01 | Кубок УЄФА                   | 2       | Португалія           | Порту             | 0–0, 0–3  |
| 2001–02 | Ліга чемпіонів               | К2      | Латвія               | Сконто            | 2–1, 1–0  |
| 2001–02 | Ліга чемпіонів               | К3      | Іспанія              | Барселона         | 3–4, 0–1  |
| 2001–02 | Кубок УЄФА                   | 1       | Хорватія             | Хайдук Спліт      | 2–2, 1–0  |
| 2001–02 | Кубок УЄФА                   | 2       | Італія               | Інтернаціонале    | 0–2, 1–0  |
| 2002–03 | Кубок УЄФА                   | К       | Північна Ірландія    | Гленторан         | 2–0, 4–0  |
| 2002–03 | Кубок УЄФА                   | 1       | Словенія             | Приморʼє          | 2–0, 6–1  |
| 2002–03 | Кубок УЄФА                   | 2       | Італія               | Парма             | 1–2, 4–1  |
| 2002–03 | Кубок УЄФА                   | 3       | Німеччина            | Шальке            | 1–1, 4–1  |
| 2002–03 | Кубок УЄФА                   | 4       | Італія               | Лаціо             | 3–3, 1–2  |
| 2003–04 | Ліга чемпіонів               | К2      | Кіпр                 | Омонія            | 5–2, 2–2  |
| 2003–04 | Ліга чемпіонів               | К3      | Бельгія              | Андерлехт         | 1–3, 0–1  |
| 2003–04 | Кубок УЄФА                   | 1       | Нідерланди           | Неймеген          | 2–1, 2–1  |
| 2003–04 | Кубок УЄФА                   | 2       | Норвегія             | Волеренга         | 0–0, 0–0  |
| 2004–05 | Ліга чемпіонів               | К2      | Грузія               | ВІТ Джорджія      | 8–2, 3–0  |
| 2004–05 | Ліга чемпіонів               | К3      | Іспанія              | Реал Мадрид       | 0–2, 1–3  |
| 2004–05 | Кубок УЄФА                   | 1       | Грузія               | Динамо Тбілісі    | 4–3, 1–2  |
| 2005–06 | Ліга чемпіонів               | К3      | Греція               | Панатінаїкос      | 3–1, 1–4  |
| 2005–06 | Кубок УЄФА                   | 1       | Португалія           | Віторія Гімарайнш | 0–3, 0–1  |
| 2006–07 | Кубок УЄФА                   | К2      | Австрія              | Маттерсбург       | 1–1, 1–0  |
| 2006–07 | Кубок УЄФА                   | 1       | Греція               | Іракліс           | 0–1, 2–0  |
| 2006–07 | Кубок УЄФА                   | Група E | Англія               | Блекберн          | 1–2       |
| 2006–07 | Кубок УЄФА                   | Група E | Франція              | Нансі             | 1–2       |
| 2006–07 | Кубок УЄФА                   | Група E | Швейцарія            | Базель            | 3–1       |
| 2006–07 | Кубок УЄФА                   | Група E | Нідерланди           | Феєнорд           | 1–3       |
| 2008–09 | Ліга чемпіонів               | К2      | Ізраїль              | Бейтар Єрусалим   | 1–2, 5–0  |
| 2008–09 | Ліга чемпіонів               | К3      | Іспанія              | Барселона         | 0–4, 1–0  |
| 2008–09 | Кубок УЄФА                   | 1       | Англія               | Тоттенгем         | 1–2, 1–1  |
| 2009–10 | Ліга чемпіонів               | К2      | Естонія              | Левадія           | 1–1, 0–1  |
| 2010–11 | Ліга Європи                  | К2      | Литва                | Шяуляй            | 2–0, 5–0  |
| 2010–11 | Ліга Європи                  | К3      | Азербайджан          | Карабах           | 0–1, 2–3  |
| 2011–12 | Ліга чемпіонів               | К2      | Латвія               | Сконто            | 1–0, 2–0  |
| 2011–12 | Ліга чемпіонів               | К3      | Болгарія             | Литекс            | 2–1, 3–1  |
| 2011–12 | Ліга чемпіонів               | ПО      | Кіпр                 | АПОЕЛ             | 1–0, 1–3  |
| 2011–12 | Ліга Європи                  | Група K | Нідерланди           | Твенте            | 1–4, 2–1  |
| 2011–12 | Ліга Європи                  | Група K | Англія               | Фулгем            | 1–0, 1–4  |
| 2011–12 | Ліга Європи                  | Група K | Данія                | Оденсе            | 1–3, 2–1  |
| 2011–12 | Ліга Європи                  | 1/16 Ф  | Бельгія              | Стандард          | 1–1, 0–0  |
| 2024-25 | Ліга Європи                  | К1      |                      |                   |           |